# 三聚氟氰
三聚氟氰，又称2,4,6-三氟-1,3,5-三嗪是一种有机化合物，化学式 (CNF)3。它是一种无色刺鼻液体。

## 制备和反应
三聚氟氰可以由氟化三聚氰氯而成。其中的氟化剂可以是 SbF3Cl2、 KSO2F 或 NaF。
三聚氟氰可以把羧酸氟化成酰氟：
File:Fluorination with cyanuric fluoride.svgclass=skin-invert
三聚氟氰容易水解成三聚氰酸，比三聚氰氯更容易和亲核试剂反应。 三聚氰氟在 1300 °C 分解成氟化氰：
(CNF)3 → 3 CNF.